# Marpissa nitida
Marpissa nitida là một loài nhện trong họ Salticidae.
Loài này thuộc chi Marpissa. Marpissa nitida được Hsen Hsu Hu miêu tả năm 2001.